# Anyphaena accentuata
Anyphaena accentuata Walckenaer, 1802 é uma espécie de aranhas pertencente à família das Anyphaenidae, com distribuição natural na maior parte da Europa e da Ásia Central, principalmente habitats florestais, onde se instala nas árvores e no estrato arbustivo, preferindo árvores de folha caduca. No sul da Europa há várias espécies relacionadas.

## Descrição
A espécie apresenta dimorfismo sexual pouco acentuado, tendo a fêmea cerca de 4,5-7,5 mm de comprimento corporal e o macho cerca de 4,0-6,5 mm. A coloração corporal é geralmente amarelada e acinzentada, com alguns tons acastanhados com marcações mais escuras, mas ocorrem raramente indivíduos com coloração muito escura. Na parte superior do abdómen, que é mais arredondado na fêmea e mais alongado no macho, apresenta manchas mais claras com uma espécie de marcações típicas mais escuras. As pernas são longas e pilosas, com as garras em forma de bastão.
Uma característica peculiar das aranhas pertencentes a esta família é que as aberturas traqueais são claramente visíveis a meio caminho entre as aberturas genitais e as fieiras inferiores. Em outras aranhas aquelas aberturas estão próximas das fieiras.
Esta espécie é uma aranha nocturna que captura pequenos insectos. Instala-se principalmente em árvores e arbustos, mas às vezes é encontrado em superfícies verticais, como paredes. Os juvenis atingem a maturidade sexual na primavera e constroem um esconderijo nas folhas, no qual as fêmea põem os seus ovos. As crias crescem durante o verão e hibernam, em fase sub-adulta, sob a casca de árvores ou em lugares semelhantes. Os machos atraem as fêmeas através da vibração do abdómen, produzindo um zumbido ou chocalhar.
A espécie apresenta uma subespécie, Anyphaena accentuata obscura, comum no sul e oeste da Europa.